# Чемпионат мира по снукеру 1952
Чемпионат мира по снукеру 1952 (англ. 1952 World Snooker Championship) — главный турнир в мире снукера, проводившийся впервые с 1931 года с участием всего двух игроков. Это было связано с разногласиями между снукеристами и главной управленческой организацией бильярда того времени BA&CC. Победителем турнира стал Хорэс Линдрум из Австралии, выигравший у новозеландца Кларка Макконэки со счётом 94:49. Также Линдрум стал первым небританским игроком, победившим на этом соревновании.

## Результаты
Матч из 187 фреймов
 Хорэс Линдрум 94:49 Кларк Макконэки 